# Salix clathrata
Salix clathrata ist ein niederliegender Strauch aus der Gattung der Weiden (Salix) mit ausgebreiteten, stark verzweigten Ästen. Die Blattspreiten haben Längen von 1,5 bis selten 3 Zentimetern. Das natürliche Verbreitungsgebiet der Art liegt in China.

## Beschreibung
Salix clathrata ist ein niederliegender Strauch mit ausgebreiteten, nicht wurzelnden, dicken und stark verzweigten, matt braunen Ästen. Junge Zweige sind rotbraun, kurz rauhaarig und später verkahlend. Die Knospen sind eiförmig, etwa 3 Millimeter lang und spärlich behaart. Die Laubblätter haben einen roten, 4 bis selten 7 Millimeter langen Blattstiel. Die Blattspreite ist ledrig, elliptisch oder verkehrt eiförmig, 1,5 bis selten 3 Zentimeter lang und 1 bis selten 1,5 Zentimeter breit, ganzrandig, mehr oder wenig abgerundet mit ebenfalls beinahe abgerundeter Basis. Die Blattoberseite ist hellgrün, glänzend, kahl und runzelig, die Unterseite ist weißgrau und verkahlend.
Die Blütenstände sind ellipsoide, etwa 6 Millimeter lange und 3 Millimeter durchmessende, dichtblütige Kätzchen. Der Blütenstandsstiel ist sehr kurz und hat zwei oder drei Blätter. Die Blütenstandsachse ist dick und behaart. Die Tragblätter sind zur Spitze hin purpurfarben, verkehrt eiförmig, und auf der Unterseite und am Rand spärlich zottig behaart. Männliche Blüten haben eine zylindrische adaxiale und eine breite und kurze abaxiale Nektardrüse. Die zwei Staubblätter sind etwa 3 Millimeter lang und an der Basis zottig behaart. Die Staubbeutel sind rot. Weibliche Kätzchen sind zur Fruchtreife bis zu 2 Zentimeter lang. Weibliche Blüten haben eine zylindrische adaxiale Drüse. Der Fruchtknoten ist eiförmig, kahl und sitzend. Der Griffel ist auffällig und zweispaltig, die Narbe zweilappig. Salix clathrata blüht vor dem Blattaustrieb im Juli, die Früchte reifen von August bis September.

## Vorkommen
Das natürliche Verbreitungsgebiet liegt im Westen der chinesischen Provinz Sichuan, im Nordwesten von Yunnan und im Tibet. Salix clathrata wächst auf felsigen Untergrund in Höhen von etwa 4000 Metern.

## Systematik
Salix clathrata ist eine Art aus der Gattung der Weiden (Salix) in der Familie der Weidengewächse (Salicaceae). Dort wird sie der Sektion Lindleyanae zugeordnet. Die Art ähnelt Salix sclerophylla, und es wird auch eine Einordnung in die Sektion Sclerophyllae erwogen. Sie wurde 1929 von Heinrich von Handel-Mazzetti erstmals wissenschaftlich beschrieben. Der Gattungsname Salix stammt aus dem Lateinischen und wurde schon von den Römern für verschiedene Weidenarten verwendet.

## Nachweise